# 第53军 (德国国防军)
第53軍 是二战期间德国國防軍的一个军。

## 歷史
第53軍司令部於1941年2月15日在第18軍區（薩爾斯堡）因斯布魯克軍事監察局成立。在對蘇戰爭中，1941年6月巴巴羅薩行動開始後，魏森伯格步兵上將指揮的第53軍被部署為第4軍團的預備役。最初下轄第45、第52和第167步兵師。
1941年7月初，總指揮權交給了馮·維廷霍夫裝甲部隊上將，向別雷西納進軍。1941年8月初，博布魯伊斯克地區的第53軍隸屬於第2軍團（馮·魏克斯上將），並於8月14日襲擊了蘇軍在第聶伯河西岸佔據的什洛賓和羅加喬夫附近的橋頭堡。9月，第53軍擔任中央集團軍預備役；第52、第162、第252步兵師劃歸該軍。在颱風行動（1941年10月）期間，第56、第167和第112步兵師仍與第2軍團一起部署，隸屬於向布良斯克推進的部隊。直到1941年12月，第53軍從圖拉開始對前線東部弧線進行進攻，到1月，第53軍總指揮部被蘇軍第61軍團（波波夫將軍）的反攻推回奧卡河後面，直到1月，有時與北方的第333軍團的聯繫被切斷。軍團完全被蘇聯軍隊打斷。
1941年11月至1943年8月，該軍在奧廖爾-布良斯克地區一直隸屬於第2裝甲軍團。1943年6月，步兵上將戈爾維策（Gollwitzer）接任博爾喬地區軍團的領導權。奧廖爾行動（1943年7月）期間，第53軍下辖第208、211、293步兵師及第25裝甲擲彈兵師。7月12日，第53軍戰線，斯基茲德拉河和奧卡河之間的防御系统被蘇軍的攻勢撕開，右侧的第35軍（倫杜利克大將指挥）不得不撤退到奧普圖查，包括奧廖爾前拱門在內的奧卡部分不得不放棄。撤軍後，總司令部來到維捷布斯克地區的第3裝甲軍團，接手了調往義大利的第2空軍野戰师的部隊。
6月22日，波羅的海第1方面軍在巴格拉季昂行動中與第6近衛軍和第43軍團從維捷布斯克西北地區攻擊第3裝甲軍團的前線，而白俄羅斯第3方面軍則從維捷布斯克東南部進攻，向西突破與第39軍和第5軍。第53軍被困在維捷布斯克，希特勒隨後宣布這座城市為「堡壘」。6月25日，戈爾維策將軍違背元首的指示下令突圍，但由於蘇軍優勢部隊的抵抗，這項行動在6月27日徹底失敗。下屬第206和第246步兵師被完全摧毀。第4空軍野戰師的一個獨立小組在奧斯特羅夫諾附近的森林中被殲滅。
1944年11月11日，在第20軍區的但澤附近再次設立了總指揮部，由羅斯基希（前中央後方軍區司令）和部分第54軍部隊补充。該軍從1944年12月開始部署在西線，最初與第7軍團一起部署在特里爾地區，從1945年4月開始與呂特維茨軍團一起部署在魯爾盆地。 
3月初，第53軍下轄第176、第326和第340師。1945年4月15日，最後一位指揮官弗里茨·拜爾萊因中將帶著他的軍團殘部在紹爾蘭的門登附近向美軍投降。